# Resolució 2085 del Consell de Seguretat de les Nacions Unides
La Resolució 2085 del Consell de Seguretat de les Nacions Unides, adoptada per unanimitat el 20 de desembre de 2012, va autoritzar el desplegament d'una Missió Internacional Africana de Suport al Mali (AFISMA). La resolució es va reafirmar en les resolucions anteriors concernents al conflicte que s'estava desenvolupant al nord de Mali, incloses les resolucions 2056 i 2071. Segons paraules de Ban Ki-moon, Secretari General de l'ONU, la resolució 2085 tenia com a propòsit "la completa restauració de l'ordre constitucional a Mali i la seva integritat territorial".

## Context
Amb el conflicte en curs entre l'Exèrcit del Mali i els grups rebels des de 2012 i els continus problemes de democràcia i Drets Humans com a temes preocupants, el govern de transició de Mali va manar dues cartes (el 18 de setembre i 12 d'octubre de 2012) a les Nacions Unides sol·licitant l'ajuda d'una força multinacional. El Consell de Seguretat va aprovar la resolució 2071 el 12 d'octubre de 2012 on va considerar la intervenció a Mali com a possibilitat i va traçar un pla per ser desenvolupat per la Comunitat Econòmica dels Estats d'Àfrica Occidental (CEDEAO) i la Unió Africana (UA).
Després de l'aprovació de la resolució 2071, la CEDEAO va publicar un comunicat fruit d'una reunió d'alt nivell on considerava que una intervenció a Mali era necessària per resoldre el conflicte i va autoritzar la creació d'una força terrestre per ser desplegada.

## Reaccions
La CEDEAO va fer un comunicat immediatament després que la resolució 2085 fos aprovada, en el qual mostrava el seu suport incondicional al text. El comunicat deia: "La CEDEAO expressa la seva sincera gratitud als membres del Consell de Seguretat per prendre aquesta important decisió. Es felicita per la determinació i el propòsit comú demostrat pels Estats membres de la CEDEAO, els països veïns, la Unió Africana, les Nacions Unides i altres socis, en particular la Unió Europea, França i els Estats Units, des de l'inici de la crisi de seguretat i institucional a Mali, la qual ha culminat amb l'adopció per unanimitat de la resolució històrica.
Al-Qaida del Magrib Islàmic (AQMI) i el Moviment per a la Unicitat i la Gihad a l'Àfrica Occidental van condemnar conjuntament el text de la resolució en una reunió celebrada diversos dies després de la seva aprovació.
El ministre d'afers exteriors malinès Tieman Coulibaly va dir que, segons va afirmar un informe de premsa algerià, l'ambaixador algerià davant les Nacions Unides va ser el primer en felicitar l'aprovació de la Resolució 2085.